# Mitchell Ryan
Mitchell Ryan (Cincinnati, 11 gennaio 1934 – Los Angeles, 4 marzo 2022) è stato un attore statunitense.

## Biografia
Ha combattuto durante la Guerra di Corea sotto la Marina statunitense. Sposatosi nel 1972, ha avuto tre figli.
È conosciuto per la sua partecipazione alla serie televisiva Dharma & Greg, nel ruolo del padre del protagonista, e per il ruolo dell'antagonista principale in Arma letale (1987), il generale Peter McAllister. 
Ha inoltre partecipato a molte serie televisive in qualità di guest star.

## Filmografia parziale

### Cinema
- Il contrabbandiere (Thunder Road), regia di Arthur Ripley (1958) - non accreditato
- Monty Walsh, un uomo duro a morire (Monte Walsh), regia di William Fraker (1970)
- Il giorno dei lunghi fucili (The Hunting Party), regia di Don Medford (1971)
- Chandler, regia di Paul Magwood (1971)
- L'esibizionista (The Honkers), regia di Steve Inhat (1972)
- Un rantolo nel buio (A Reflection of Fear), regia di William Fraker (1972)
- Lo straniero senza nome (High Plains Drifter), regia di Clint Eastwood (1973)
- Electra Glide (Electra Glide in Blue), regia di James William Guercio (1973)
- Gli amici di Eddie Coyle (The Friends of Eddie Coyle), regia di Peter Yates (1973)
- Una 44 Magnum per l'ispettore Callaghan (Magnum Force), regia di Ted Post (1973)
- Panico nello stadio (Two-Minute Warning), regia di Larry Peerce (1976)
- Arma letale (Letal Weapon), regia di Richard Donner (1987)
- Gente del Nord (Winter People), regia di Ted Kotcheff (1989)
- Air Force - Aquile d'acciaio (Aces: Iron Eagle III), regia di John Glen (1992)
- Le regole del gioco (The Opposite Sex and How to Live with Them), regia di Matthew Meshekoff (1992)
- Hot Shots! 2 (Hot Shots! Part Deux), regia di Jim Abrahams (1993)
- Blue Sky, regia di Tony Richardson (1994)
- Ciao Julia, sono Kevin (Speechless), regia di Ron Underwood (1994)
- Dredd - La legge sono io (Judge Dredd), regia di Danny Cannon (1995)
- Halloween 6 - La maledizione di Michael Myers (Halloween: The Curse of Michael Myers), regia di Joe Chappelle (1995)
- Ed - Un campione per amico (Ed), regia di Bill Couturié (1996)
- L'ombra del diavolo (The Devil's Own), regia di Alan J. Pakula (1997)
- Bugiardo bugiardo (Liar Liar), regia di Tom Shadyac (1997)
- L'ultimo contratto (Grosse Pointe Blank), regia di George Armitage (1997)
- Making Contact, regia di Molly Smith (1999)
- Love for Rent, regia di Shane Edelman (2005)

### Televisione
- Dark Shadows – soap opera (1966-1967)
- Ai confini dell'Arizona (The High Chaparral) – serie TV, episodio 3x17 (1970)
- Le strade di San Francisco (The Streets of San Francisco) – serie TV, 1 episodio (1973)
- Executive Suite – serie TV, 18 episodi (1976-1977)
- Flesh & Blood – film TV (1979)
- Qui Los Angeles: squadra anticrimine (High Performance) – serie TV, 4 episodi (1983)
- Hardcastle & McCormick (Hardcastle and McCormick) – serie TV, episodi 1x19-1x20 (1984)
- A-Team (The A-Team) – serie TV, 1 episodio (1985)
- La valle dei pini (All My Children) – serie TV, 1 episodio (1985)
- Nord e Sud (North and South) - miniserie TV (1985)
- Robert Kennedy, la sua storia e il suo tempo (Robert Kennedy and His Times) - miniserie TV (1985)
- Northstar – film TV (1986)
- Star Trek: The Next Generation – serie TV, 1 episodio (1987)
- Cuori senza età (The Golden Girls) – serie TV, episodio 6x13 (1990)
- Hunter – serie TV, 1 episodio (1991)
- Matlock – serie TV, 1 episodio (1991)
- Storia di ordinaria violenza – film TV (1991)
- Renegade – serie TV, 4 episodi (1993-1994)
- Walker Texas Ranger – serie TV, 1 episodio (1994)
- La signora in giallo (Murder, She Wrote) – serie TV, 4 episodi (1985-1995)
- Dharma & Greg – serie TV (1997-2002)
- Pamela Churchill - Una vita tra uomini e politica – film TV (1998)
- Aftershock - Terremoto a New York (Earthquake in New York) – film TV (1999)
- West Wing - Tutti gli uomini del Presidente (The West Wing) – serie TV, 1 episodio (2004)
- Strikeout – film TV (2009)
- Uno sconosciuto in casa (A Stranger with My Kids), regia di Chad Krowchuk – film TV (2017)

## Doppiatori italiani
Nelle versioni in italiano delle opere in cui ha recitato, Mitchell Ryan è stato doppiato da:
- Michele Kalamera in La signora in giallo (ep. 3x20), Dharma & Greg, West Wing - Tutti gli uomini del Presidente
- Dario De Grassi in Santa Barbara, Aftershock - Terremoto a New York
- Giorgio Favretto in Robert Kennedy, Executive Suite
- Franco Zucca in Bugiardo bugiardo, Air Force - Aquile d'acciaio (ridoppiaggio)
- Gianfranco Bellini ne Il contrabbandiere
- Renato Turi in Un rantolo nel buio
- Glauco Onorato in Lo straniero senza nome
- Manlio De Angelis in Una 44 Magnum per l'ispettore Callaghan
- Sergio Rossi in Arma letale
- Carlo Sabatini in NYPD - New York Police Department
- Rino Bolognesi ne La signora in giallo (ep. 1x10, 12x04)
- Marcello Tusco ne La signora in giallo (ep. 8x10)
- Giancarlo Padoan in Hot Shots! 2
- Luciano De Ambrosis in Star Trek - The Next Generation
- Claudio Fattoretto in Blue Sky
- Silvio Spaccesi in Ciao Julia, sono Kevin
- Michele Gammino in Dredd - La legge sono io
- Gianni Musy in Halloween 6 - La maledizione di Michael Myers
- Sandro Sardone in L'ombra del diavolo
- Vittorio Congia in L'ultimo contratto